# Bor (grundstof)

 For alternative betydninger, se Bor. (Se også artikler, som begynder med Bor)
Bor er et grundstof med symbolet B og atomnummeret 5. Det produceres udelukkende ved kosmisk strålespallation og supernovaer, og ikke gennem stjernenukleosyntese, og der findes således kun meget små mængder af det i Solsystemet og Jordens skorpe. Bor koncentreres på Jorden i sine oftest forekommende forbindelser, boratmineralerne, og deres vandopløselighed. Disse udvindes som evaporitter, såsom borax og kernit. De største kendte boraflejringer ligger i Tyrkiet, som også er verdens største producent af bor.
Grundstoffet bor er et halvmetal, der findes i små mængder i meteoroider, men kemisk ikke-bundet bor findes ellers ikke naturligt på Jorden. Det er meget svært at producere bor industrielt på grund af  forurening fra carbon eller andre grundstoffer. Der findes flere borallotroper: amorf bor er et brunt pulver; krystallinsk bor er sølv-til-sort, ekstremt hårdt (omkring 9,5 på Mohs' skala), og en dårlig leder ved rumtemperatur. Som grundstof er bors primære anvendelse i borfibre der anvendes meget lig kulfibre i nogle materialer med høj styrke.
Bor anvendes primært i kemiske forbindelser. Omkring halvdelen af alt forbrug af bor på verdensplan er som additiv i glasfibre i form af bor-indeholdende fiberglas til isolering og strukturelle materialer. Det næststørste forbrug er i polymerer og keramik i stærke, lette strukturelle samt ildfaste materialer. Glasvarer af borsilikatglas er eftertragtede for deres store styrke og modstand mod temperaturchok i forhold til almindeligt natronkalkglas. Borforbindelser anvendes som gødning indenfor landbrug og i natriumperborat-blegemidler. En lille mængde bor anvendes som doteringsmiddel i halvledere, og reaktant-mellemprodukt syntese af organiske finkemikalier. Nogle få bor-holdige organiske lægemidler anvendes eller studeres. Naturlig bor består af to stabile isotoper, hvoraf en (bor-10) anvendes som neutron-indfangningsmiddel, bl.a. i kontrolstænger i kernekraftværker.
Indenfor biologi er borater kendt for at have lav toksicitet i pattedyr (meget lig bordsalt), men er mere toksisk overfor leddyr, og anvendes derfor som insekticid. Borsyre er mildt antimikrobiel, og der kendes til et bor-holdigt organisk antibiotikum. Bor er livsvigtigt: Små mængder af borforbindelser spiller en styrkende rolle i cellevæggene i alle planter, hvilket gør bor til et essentielt plantenæringsstof. Bor er også involveret i metabolismen af calcium i både planter og dyr. Det betragtes som et essentielt næringsstof for mennesker, og bormangel er blevet impliceret i osteoporose.

## Historie
Ordet bor er en forkortelse af boron, der så til gengæld kommer fra boraks, det mineral hvorfra det blev isoleret, ved analogi med carbon, som bor(on) ligner kemisk.
Boraks, dets mineralform der dengang var kendt som tinkal, blev i glasurform anvendt i Kina allerede i år 300 e.Kr., og en smule råt boraks nåede Vesten, hvor den persiske alkymist Jābir ibn Hayyān tilsyneladende nævnte det i 700 e.Kr. Marco Polo bragte glasur tilbage til Italien i det 13. århundrede. Agricola skrev omkring 1600 om brug af boraks som flux i metallurgi. I 1777 blev borsyre genkendt i de varme kilder (soffioni) nær Firenze, Italien, og blev kendt som sal sedativum, med primært medicinsk brug. Det sjældne mineral kaldes sassolit, og findes i Sasso, Italien. Sasso var den primære europæiske kilde til boraks fra 1827 til 1872, hvorefter amerikanske kilder erstattede det. Borforbindelser blev relativt sjældent anvendt før slutningen af 1800-tallet, da Francis Marion Smiths Pacific Coast Borax Company gjorde dem populære og producerede dem billige og i store mængder.
Bor var ikke anerkendt som et grundstof før det blev isoleret af Sir Humphry Davy samt Joseph Louis Gay-Lussac og Louis Jacques Thénard. I 1808 observerede Davy at elektrisk strøm, der blev sendt gennem en boratopløsning, producerede et brunt bundfald på en af elektroderne. I sine efterfølgende eksperimenter anvendte han kalium til at reducere borsyre i stedet for electrolyse. Han producerede nor bor til at kunne bekræfte et nyt grundstof og navngav det boracium. Gay-Lussac og Thénard anvendte jern til at reducere borsyre ved høje temperaturer. Ved at ilte bor med luft viste de at borsyre er et oxideringsprodukt af bor. Jöns Jakob Berzelius identified boron as an element in 1824. Ren bor blev sandsynligvis produceret for første gang af den amerikanske kemiker Ezekiel Weintraub i 1909.

## Egenskaber

### Allotroper
Bor ligner carbon i sin evne til at danne stabile, kovalent bundne molekylære netværk. Selv nominelt uorganiseret (amorf) bor indeholder almindelig bor ikosaeder som dog er bundet tilfældigt til hinanden uden langtrækkende orden. Krystallint bor er et meget hårdt, sort materiale med smeltepunkt på mere end 2000 °C. Det danner fire store polymorfer: α-rhomboedrisk og β-rhomboedrisk (α-R and β-R), γ og β-tetragonal (β-T); α-tetragonalfase findes også (α-T), men er meget svær at producere uden betydelig forurening. α, β og T-faserne er baseret på B12-ikosaeder, mens γ-fasen kan beskrives som et stensalt-type arrangement af ikosaederet og B2 atomare par. Det kan produceres ved at sammentrykke andre borfaser til 12–20 GPa og opvarme det til 1500–1800 °C; det forbliver stabilt efter man frigiver temperatur og tryk. T-fasen produceres ved lignende tryk, men højere temperaturer på 1800–2200 °C. Hvad angår α- og β-faserne så kan de begge sameksistere ved standardbetingelser, hvor β-fasen er den mest stabile. Sammentrykning af bor på mere end 160 GPa producerer en borfase med en endnu ukendt struktur, og denne fase er en superleder ved temperaturer på 6–12 K. Borosferen-molekyler (fulleren-lignende B40) og borofen (formodet grafen-lignende struktur) er blevet beskrevet i 2014.
| Borfase                      | α-R          | β-R          | γ             | β-T        |
| ---------------------------- | ------------ | ------------ | ------------- | ---------- |
| Symmetri                     | Rhomboedrisk | Rhomboedrisk | Orthorhombisk | Tetragonal |
| Atomer/enhedscelle           | 12           | ~105         | 28            |            |
| Densitet (g/cm3)             | 2,46         | 2,35         | 2,52          | 2,36       |
| Vickers' hårdhed (GPa)       | 42           | 45           | 50–58         |            |
| Kompressibilitetsmodul (GPa) | 185          | 224          | 227           |            |
| Båndgab (eV)                 | 2            | 1,6          | 2,1           |            |

### Kemiske egenskaber
Bor i grundstofform er sjældent og ikke særlig omfattende undersøgt, da det rene materiale er ekstremt svært at fremstille. De fleste studier af "bor" involverer derfor prøver, der indeholdr små mængder carbon. Bors kemiske egenskaber ligner siliciums mere end aluminiums. Krystallinsk bor er kemisk inaktivt og modstandsdygtigt overfor angreb ved kogning af flus- eller saltsyre. Når det opdeles fint, kan det angribes langsomt af ophedede koncentrerede brintoverilte, ophedet koncentreret salpetersyre, ophedet svovlsyre eller ophedede blandinger af svovl- og chromsyre.
Bors oxidationshastighed afhænger af dets krystallinitet, partikelstørrelse, renhed og temperatur. Bor reagerer ikke med luft ved rumtemperatur, men ved højere temperaturer forbrændes det for at danne bortrioxid:
4 B + 3 O2 → 2 B2O3
Bor gennemgår halogenering for at give trihalogenider; for eksempel,
2 B + 3 Br2 → 2 BBr3
Trikloriden skabes i praksis normalt fra oxiden.

#### Kemiske forbindelser
I de mest almindelige forbindelser har bor det formelle oxidationstrin III. Dette omfatter oxider, sulfider, nitrider og halider.
Trihaliderne indtager en plan trigonal struktur. Disse forbindelser er Lewis-syrer, da de let danner addukter med elektron-par-donorer, der kaldes Lewis-baser. For eksempel kan fluorid (F−) og bortrifluorid (BF3) kombineres til at give tetrafluoroboratanionen, BF4−. Bortrifluorid anvendes indenfor petrokemikalieindustrien som en katalysator. Haliderne reagerer med vand og danner borsyre.
Bor findes i Jordens natur udelukkende som diverse oxider af B(III), ofte forbundet med andre grundstoffer. Mere end 100 boratmineraler indeholder bor i oxidationstrinnet +3. Disse mineraler minder på nogle punkter om silikater, omend bor ofte ikke kun findes i tetraedrisk koordination med oxygen, men også i en trigonal plankonfiguration. I modsætning til silikater, indeholder bormineralerne aldrig bor med et koordinationstal på mere end fire.

##### Boraner
Boraner er kemiske forbindelser mellem bor og brint, med den generiske formel BxHy. Disse forbindelser forekommer ikke i naturen. Mange af boranerne oxiderer ved luftkontakt, ofte voldsomt. BH3 kaldes boran, men kendes kun i gasformig tilstand, og dimeriserer hvorved det danner diboran, B2H6. De større boraner består alle af borklynger, der er polyedriske, hvoraf nogle eksisterer som isomerer. For eksempel er isomerer af B20H26 baseret på fusionen af to 10-atom-klynger.
De vigtigste boraner er diboran B2H6 og to af dets pyrolyseprodukter, pentaboran B5H9 og dekaboran B10H14. Der kendes til en lang række anioniske borhydrider, f.eks. [B12H12]2−.
Boraners formelle oxidationstrin er positivt, og baseres på formodningen om at brint tælles som −1 som i aktive metalhydriders. Boranernes gennemsnitlige oxidationstrin er dermed blot forholdet mellem brint og bor i molekylet. For eksempel vil bors oxidationstrin i diboran B2H6 være +3, men i dekaboran B10H14, er det 7/5 eller +1.4. I disse forbindelser er bors oxidationstrin ofte ikke et heltal.

##### Bornitrider
Bornitriderne er bemærkelsesværdige for den række forskellige strutkurer som de kan antage. De udviser strukturer, der er analoge til visse af carbons allotroper, heriblandt grafit, diamant og carbon-nanorør. I den diamant-lignende struktur, kaldet kubisk bornitrid (trademark Borazon), eksisterer boratomer i den samme tetraedriske struktur som carbonatomer har i diamant, men hver fjerde B-N-binding kan ses som en koordineret kovalent binding, hvori to elektroner doneres fra kvælstofatomet, som fungerer som Lewis-base, til en binding til Lewis-syre-midten, der består af bor(III). Kubisk bornitrid anvendes blandt andet som slibemiddel, da det har en hårdhed, der kan sammenlignes med diamant (de to stoffer kan sågar ridse hinanden). I BN-forbindelsesanalogen til grafit, hexagonal bornitrid (h-BN), ligger de positivt ladede bor- og negativt ladede kvælstofatomer i hvert plan ved siden af det modsat-ladede atom i det næste plan. Som følge heraf har grafit og h-BN meget forskellige egenskaber, omend begge er smøremidler, da disse planer let glider forbi hinanden. h-BN er dog en relativt dårlig elektrisk og termisk leder i de plane retninger.

##### Organisk borkemi
Der kendes en lang række organiske borforbindelser, og mange er brugbare til organisk syntese. Mange produceres fra hydroboration, som anvender diboran, B2H6, et simpelt borankemikalie. Organiske bor(III)-forbindelser er normalt tetraedriske eller trigonalt plane, for eksempel, tetrafenylborat, [B(C6H5)4]− overfor trifenylboran, B(C6H5)3. Flere boratomer, der reagerer med hinanden, har dog en tendens til at danne nye dodekaedriske (12-sidede) og ikosaedriske (20-sidede) strukturer udelukkende bestående af boratomer, eller med forskellige antal carbon-heteroatomer.
Organiske borkemikalier er blevet anvendt i så forskelligartede sammenhænge som borkarbid, en type kompleks, meget hård keramik bestående af bor-carbon-klyngeanioner og -kationer, og carboraner, carbon-bor-klyngekemiske forbindelser, som kan halogeneres til at danne reaktive strukturer såsom carboransyre, en supersyre.

##### B(I)- og B(II)-forbindelser
Selvom de ikke findes naturligt på Jorden danner bor en række stabile forbindelser med formelle oxidationstrin på mindre end tre. Ligesom mange kovalente forbindelser betyder formelle oxidationstrin ofte meget lidt i borhydrider og metalborider. Halogeniderne danner også derivater af B(I) og B(II). BF, der er isoelektronisk med N2, kan ikke isoleres i kondenseret form, men B2F4 og B4Cl4 er velbeskrevne.
Binære metal-bor-forbindelser, metalboriderne, indeholder bor i negative oxidationstrin. Et eksempel er magnesiumdiborid (MgB2). Hvert boratom har en formel ladning på -1 og magnesium tildeles en formel ladning på +2. I dette materiale er et borcenter trigonal planar med en ekstra dobbeltbinding for hver bor, og danner derigennem "plader" meget lig kulstoffet i grafit. I modsætning til sekskantet bornitrid, som mangler elektroner i de kovalente atomers plan, muliggør de delokaliserede elektroner i magnesiumdiborid det at lede elektricitet på samme måde som isoelektronisk grafit. I 2001 blev materialet vist at være en højtemperaturs-superleder.
Visse andre metalborider anvendes i bestemte situationer såsom som hårde materialer til skæreværktøjer. Ofte har boren i borider fraktionerede oxidationstrin såsom −1/3 i calciumhexaborid (CaB6).
Set fra et strukturelt perspektiv er hydriderne de mest kemisk særskilte borforbindelser. Disse omfatter klyngeforbindelserne dodecaborat (B12H122−), decaboran (B10H14) og carboraner såsom C2B10H12. Særligt ved disse forbindelser er at de indeholder bor med koordinationsnumre større end fire.

## Forekomst og udvinding
Bor er et forholdsvis sjældent grundstof og udgør kun 0,001 % af jordskorpen. Bor udvindes hovedsageligt fra boraks (borax), Na2B4O5(OH)4·8H2O, og kernit, Na2B4O5(OH)4·2H2O, og store aflejringer, som udvindes kommercielt, findes i Mojave-ørkenen i Californien, USA.
Ekstraktion af bor fra boraks gøres ved først at omdanne boraks til borsyre, B(OH)3 ved tilsætning af svovlsyre, som efterfølgende omdannes til oxidet B2O3 ved opvarmning. Oxidet kan da reduceres med magnesium hvilket giver frit bor, dog forholdsvis urent. Rent bor kan laves ved gasfase-reduktion af BBr3 med H2, eller pyrolyse af diboran, B2H6 eller BI3.